# Joint

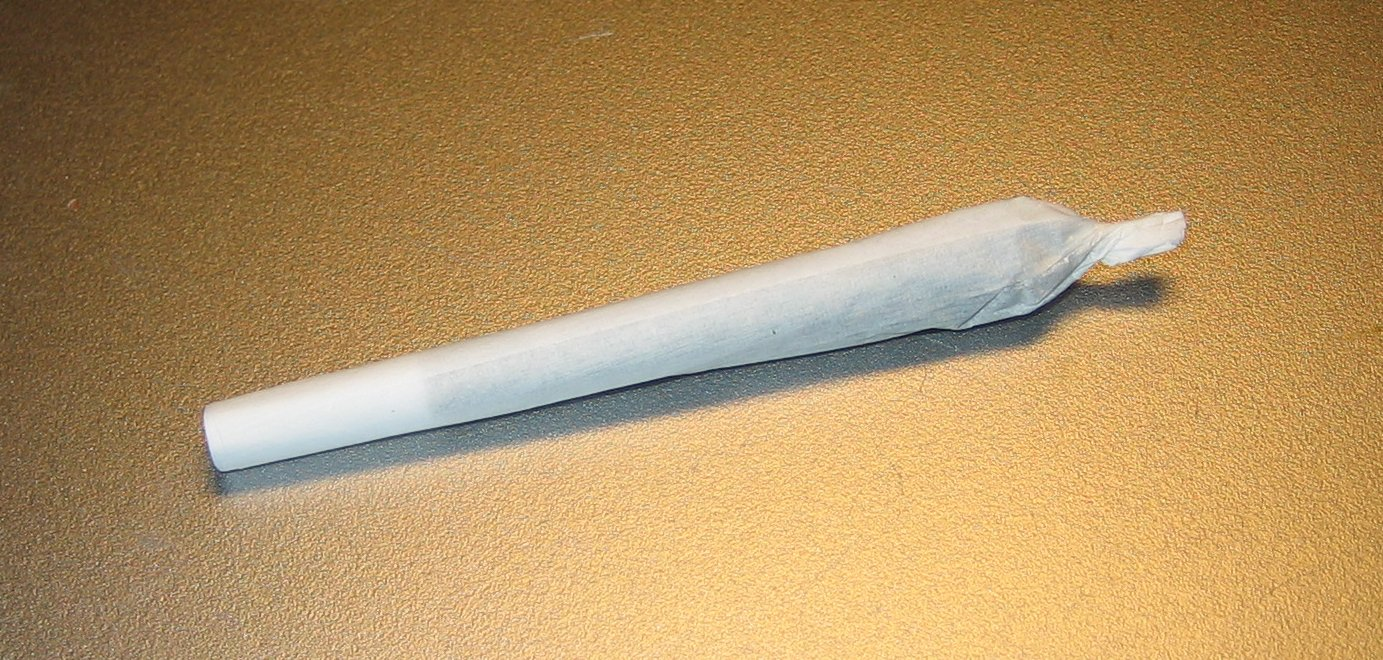
Gotowy joint

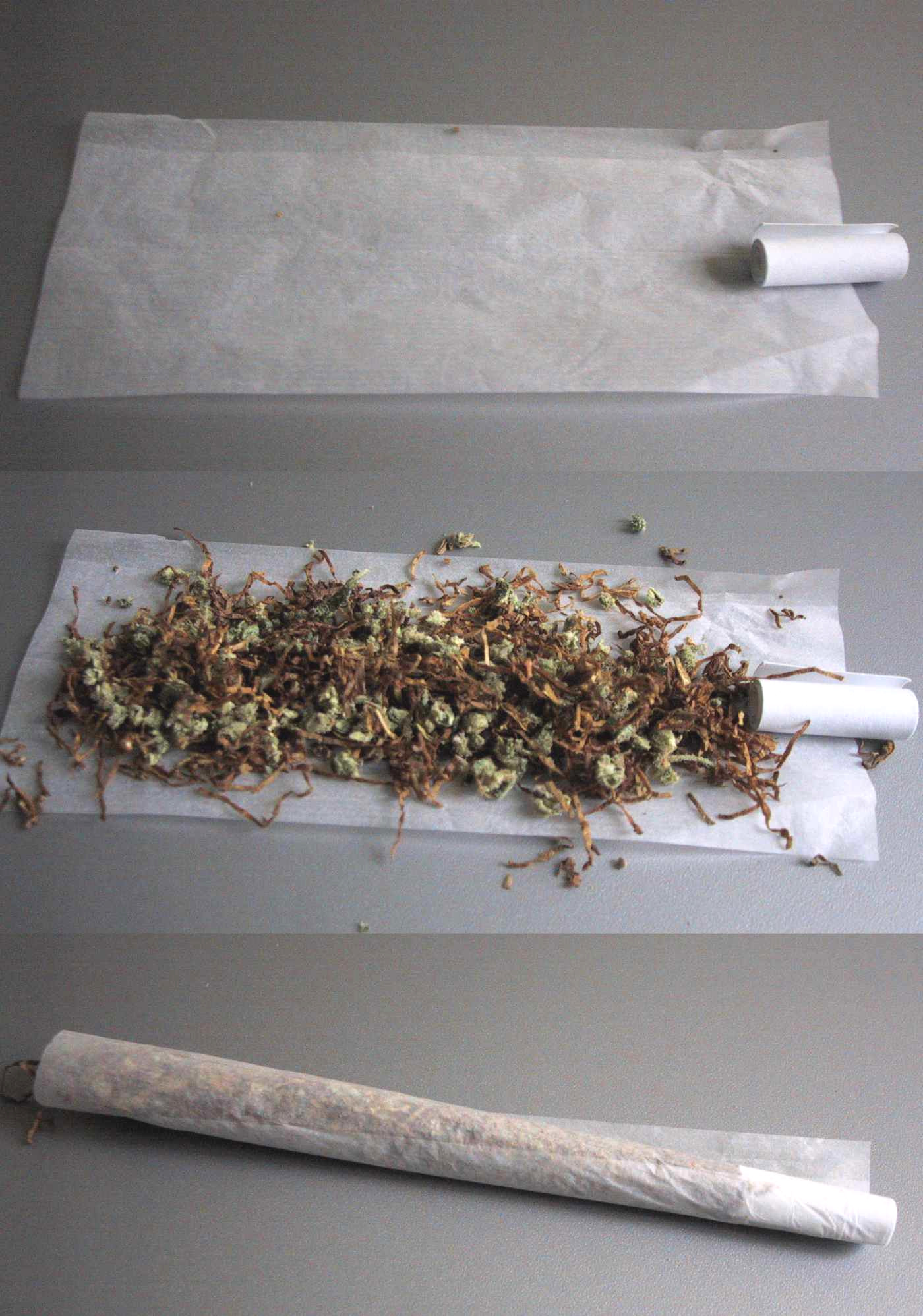
Etapy skręcania jointa

Joint (skręt) – wyrób przypominający wyglądem papierosa, wypełniony suszem z marihuaną, zwykle zmieszaną z tytoniem. Czasami marihuanę zastępuje się haszyszem. Ustnik zazwyczaj wykonywany jest z kawałka zwiniętej tekturki bądź zastępuje się go fragmentem papierosa.
Termin skręt może się odnosić również do tradycyjnego tytoniu, zawijanego własnoręcznie w bibułkę. Podobnie jak do fajek, dostępne są różne odmiany tytoniu do skrętów, wraz z innymi akcesoriami, jak bibułki, filtry i maszynki do skręcania.
Tradycja wyrobu jointów prawdopodobnie narodziła się w Meksyku, gdzie pierwszy raz zaobserwowano skręcanie papierosów z tytoniu zmieszanego z marihuaną.

## Rodzaje
Mimo iż sam skręt jest znany na całym świecie, istnieją wiele jego postaci, różniących się sposobem przygotowania i cechujących dane subkultury.
W Europie znana jest hiszpańska wersja, w której korzysta się z 1/4 papierosa jako filtra i pozostawia się go w skręcie podczas palenia. Bardzo popularne jest też stosowanie kawałka tekturki w charakterze ustnika. Haszysz jest bardziej znany w Europie niż na innych kontynentach, a palenie go bez domieszki tytoniu jest praktycznie niemożliwe, gdyż bez niego całość nie będzie się wystarczająco dobrze paliła. Tytoń w tym przypadku wpływa jednak na smak skręta i jest źródłem uzależniającej nikotyny oraz innych szkodliwych substancji.
Wielu przeciwników stosowania nikotyny uważa, iż tytoń nie jest dobrym dodatkiem, a dobrze przygotowany skręt będzie palił się równie efektywnie, jak skręt z domieszką tytoniu.